# Zgierz (województwo pomorskie)
Zgierz (kaszb. Nyhof lub Nowi Dwór, niem. Neuhof) – kolonia w Polsce położona w województwie pomorskim, w powiecie słupskim, w gminie Główczyce. Wieś wchodzi w skład sołectwa Ciemino.
W latach 1975–1998 miejscowość administracyjnie należała do województwa słupskiego.

## Nazwa
Nazwa miejscowości jest tzw. chrztem nazewniczym i ma charakter pseudokulturowy. Została przeniesiona z nazwy miejscowej Zgierz (województwo łódzkie). Niemiecka nazwa Neuhof ma charakter kulturowy i została wyprowadzona od nazwy pospolitej Neuhof „nowy dwór; nowina, grunt świeżo wzięty pod uprawę”.
Rada Języka Kaszubskiego proponuje opartą na polskiej kaszubską formę nazwy Zgérz.